# São José do Barreiro
São José do Barreiro là một município no leste do estado của São Paulo, trong tiểu vùng Bananal. Dân số năm 2003 là 4.208 người và diện tích là 571 km², mật độ dân số 7,37 người/km².

## Sông ngòi
- Represa Funil
- Sông Mambucaba

## Các xa lộ
- SP-68
- SP-221